# Jacomijn Schellevis
Jacomijn Schellevis  (1977) is een Nederlands beeldend kunstenaar.

## Leven en werk
Schellevis werd opgeleid aan de Academie voor Beeldende Kunst en Vormgeving (AKI) te Enschede en aan het Falmouth college of Arts in Engeland. Zij werkt sinds 2001 als zelfstandig beeldend kunstenaar. Als beeldend kunstenaar was zij werkzaam in Nederland, Mexico en in de Verenigde Staten. Schellevis werkt dikwijls met organisch materiaal, dat ze verwerkt in haar installaties, beelden en afdrukken. Het proces van leven en sterven staat centraal in haar werk. In 2009 realiseerde ze in Overijssel het project "Origin-Oorsprong", met installaties op diverse locaties verspreid over deze provincie. De eindpresentatie van "Origin-Oorsprong" vond plaats in Museum De Fundatie in Heino. Bij dit project werkte ze samen met de Amerikaanse kunstenares Micki Skudlarczyk, met wie ze ook al samenwerkte in Portland in de Verenigde Staten. Zowel in Mexico als in de Verenigde Staten stond het werk van Schellevis in het teken van sterven, de dood en de wijze van omgang met sterven en met de dood.

## Werk in de publieke ruimte (selectie)
- 2007 - Vuurzuilen - Bathmen (gerealiseerd door leerlingen van de basisschool onder leiding van Schellevis)
- 2006 - De spekvos - in Halle (Bronckhorst)
- 2005 - Twee tronen - "waterschapsbank" nabij de stuw in de Overijsselse Vecht bij Vilsteren

In 2005 was Schellevis een van de kunstenaars die door de waterschappen Velt en Vecht, Regge en Dinkel en Groot Salland gevraagd werd om een zogenaamde waterschapsbank te ontwerpen. In de banken langs de Vecht is Bentheimer zandsteen verwerkt. Schellevis ontwierp de bij de stuw van Vilsteren geplaatste "Twee tronen".

## Bibliografie

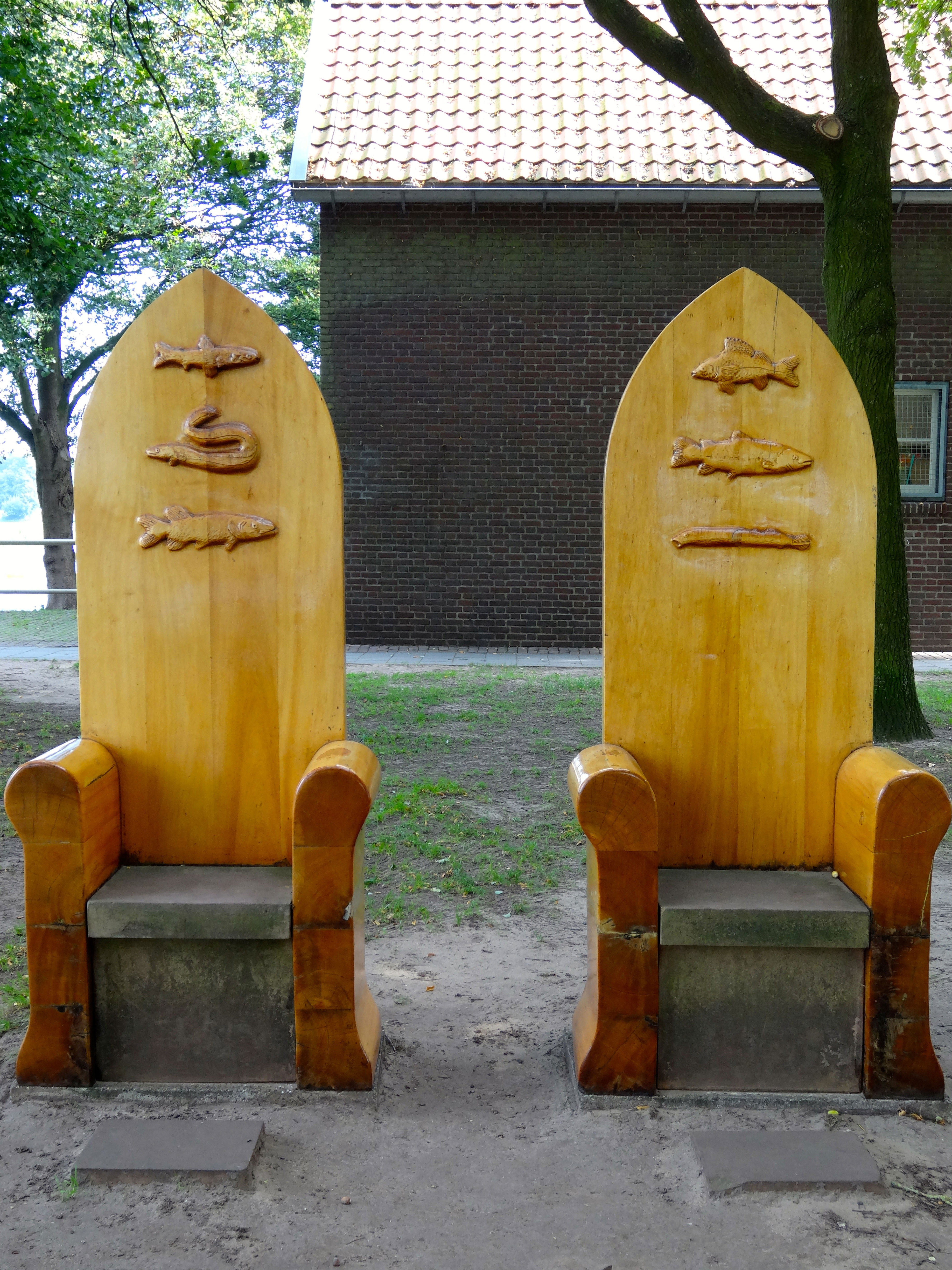
"Twee tronen", waterschapsbank nabij de stuw bij Vilsteren in de Vecht